# Serapicamptis sonii
Serapicamptis sonii är en orkidéart som först beskrevs av Monika Hirth och H.Spaeth, och fick sitt nu gällande namn av H.Kretzschmar, Eccarius och H.D. Serapicamptis sonii ingår i släktet Serapicamptis och familjen orkidéer. Inga underarter finns listade i Catalogue of Life.